# Бабанський Юрій Васильович
Ю́рій Васи́льович Баба́нський (20 грудня 1948) — член Військової ради — начальник політвідділу Західного прикордонного округу КДБ СРСР. Народний депутат України 1-го скликання. Член ЦК КПУ в червні 1990 — серпні 1991 року. Герой Радянського Союзу.

## Біографія
Народився 20 грудня 1948 року в селі Красний Яр, Кемеровської області, РРФСР, в сім'ї службовців, росіянин. Освіта вища, офіцер-політпрацівник, закінчив Військово-політичну академію імені В. І. Леніна, Академію суспільних наук при ЦК КПРС.
1966 — учень ПТУ № 13 міста Кемерово.
1967 — стрілець, курсант школи сержантського складу, командир відділення 2-ї прикордонної застави 57 прикордонного загону Тихоокеанського прикордонного округу КДБ при РМ СРСР.
1969 — слухач курсів з підготовки політпрацівників.
1969 — Заступник начальника 16 прикордонної застави по політичній частині, 62 прикордонного загону Тихоокеанського прикордонного округу.
1969 — Заступник начальника 6-ї прикордонної застави по політ. частині 100-го прикордонного округу Північно-Західного прикордонного округу.
1971 — курсовий офіцер, секретар бюро ВЛКСМ 2-го навчального дивізіону Московського вищого прикордонного командного училища КДБ при РМ СРСР.
1972 — помічник начальника політвідділу по комсомольській роботі Вищого прикордонного військово-політичного училища КДБ при РМ СРСР ім. К. Є. Ворошилова.
1974 — слухач загально-військового факультету Військово-політичної академії ім. Леніна.
1977 — помічник начальника політвідділу по політичній роботі Північно-Західного прикордонного округу.
1978 — начальник політвідділу-заступник начальника загону по політичній частині 5-го прикордонного загону Північно-Західного прикордонного округу КДБ СРСР.
1982 — заступник начальника політвідділу Північно-Східного прикордонного округу КДБ СРСР.
1984 — начальник відділу організаційно-партійної роботи Політичного управління прикордонних військ КДБ СРСР.
1986 — слухач очного відділення Академії суспільних наук при ЦК КПРС.
1988 — член Військової ради — начальник політвідділу Західного прикордонного округу КДБ СРСР.
1991 — начальник військово-політичного відділу — заступник начальника військ округу по військово-політичній роботі Західного прикордонного округу КДБ СРСР.
1992 — заступник Голови державного комітету у справах охорони державного кордону України — командуючого прикордонними військами.
Член КПРС, неодноразово обирався на керівні посади в органах ВЛКСМ, КПРС.
Висунутий кандидатом в народні депутати трудовими колективами радгоспу «Радянська Україна», колгоспу ім. Горького Турійського району, ім. Калініна Любомльського району, ім. Л. Українки Локачинського району.
18 березня 1990 обраний Народним депутатом України, 2-й тур 48.68 % голосів, 6 претендентів.
- Волинська область
- Турійський виборчий округ № 48
- Дата прийняття депутатських повноважень: 15 травня 1990 року.
- Дата припинення депутатських повноважень: 10 травня 1994 року.

Входив до групи «За соціальну справедливість».
Член Комісії ВР України у справах молоді; член, голова підкомісії, заступник голови Комісії ВР України з питань оборони і державної безпеки.
Кандидат у Народні депутати України Верховної Ради XIII скликання, висунутий виборцями 1-й тур — 9,54 % 3-тє місце з 23 претендентів.
Герой Радянського Союзу, нагороджений орденами Леніна, «Знак Пошани», медалями.
Генерал-лейтенант.
Одружений, має двоє дітей.